# Paul-Éric Blanrue
Paul-Éric Blanrue, né le 18 avril 1967 à Metz, en Moselle, est un essayiste français, notamment connu pour sa défense de personnalités négationnistes et son scepticisme scientifique.

## Biographie

### Formation et carrière (1992-2009)
Paul-Éric Blanrue obtient en 1992 un diplôme d'études approfondies en histoire. Après son cursus universitaire, il devient professeur dans l'enseignement secondaire privé (Nancy, Verdun et Forbach).[source insuffisante]
Il est en 1989 directeur de publication du Bulletin lorrain d'information légitimiste, une feuille d’information royaliste. Il fonde en 1993 le Cercle zététique, association sceptique à but non lucratif se proposant d'enquêter avec méthode sur tous les sujets relevant de l'extraordinaire, tant en science qu'en histoire.[source insuffisante]
Il a été directeur de publication des Cahiers zététiques.
En 2003, une scission s'opère au Cercle zététique, auquel appartient Paul-Éric Blanrue, pour des « divergences politiques ».
En 2004, il dévoile certains des « trucs » de l'illusionniste canadien Gary Kurtz.
En 2004 toujours, il apparaît aussi brièvement comme sosie d'Elvis Presley dans Podium de son ami Yann Moix.
Comme Henri Broch plusieurs années auparavant, il réalise en 2005 une réplique du suaire de Turin avec les seuls moyens de l'époque, afin d'illustrer qu'il pouvait s'agir d'un faux réalisé au Moyen Âge,.
Il est invité, le 11 novembre 2007, à participer, aux côtés d'une centaine d'autres auteurs, au Salon des écrivains du B'nai B'rith France pour présenter et dédicacer son anthologie de l'antisémitisme préfacée par Yann Moix.
En novembre 2009, il est invité au pot de l'Association des amis de Rivarol, à l'occasion de la sortie de son ouvrage Sarkozy, Israël et les juifs.
Il célèbre en février 2010 le 31e anniversaire de la Révolution islamique à l'occasion de la réception organisée par l'ambassade d'Iran à Paris.
Il a écrit dans Le Nouvel Observateur hors-série, Le Crapouillot, Science extrême, Historia et Bordel.

### Sarkozy, Israël et les juifs(2009)
Dans son livre Sarkozy, Israël et les Juifs — dont le titre est une référence à De Gaulle, Israël et les Juifs de Raymond Aron —, Paul-Éric Blanrue établit une synthèse des rapports entre Nicolas Sarkozy et Israël, y compris les données biographiques et psychologiques.
Les éditeurs habituels des ouvrages de Blanrue, ainsi que le diffuseur en France de l'éditeur belge Marco Pietteur, n'ont pas voulu de cet ouvrage. Un diffuseur français (DG diffusion), qui en a lu le premier chapitre, a refusé de le diffuser. Le livre a donc été diffusé en France pendant six mois exclusivement par correspondance, jusqu'à ce que l'auteur finisse par trouver un diffuseur pour ce pays.
Alain Gresh a fait une recension de l'ouvrage dans le blog du Monde diplomatique, dont la conclusion est : « Un livre qui mérite le débat, et non un interdit de fait ». Son livre reçoit le soutien de diverses personnalités dans les médias alternatives, tels le journaliste Michel Collon, Jean Bricmont et Jean-Guy Allard.
Le 19 février 2010, la chaîne al Jazeera a consacré un débat d'une heure à la question du « lobby juif en France, entre réalité et fiction », s'appuyant sur un entretien antérieur avec l'auteur. Les invités, Éric Rouleau et Alain Gresh, contestent les thèses de l'auteur, faisant remonter le rapprochement de la France avec Israël, avant l'élection de Nicolas Sarkozy, à la visite officielle d'Ariel Sharon à Paris en juillet 2005 et le retrait de Gaza en août 2005, durant le mandat présidentiel de Jacques Chirac.

### Liens avec les milieux négationnistes (depuis 2004)
À la suite de la parution de Sarkozy, Israël et les Juifs et d'un procès visant Dieudonné et Robert Faurisson, le site REFLEXes, « site d'informations antifascistes », publie un article sur les liens qui uniraient Paul-Éric Blanrue à certains milieux d'extrême droite ou négationnistes depuis plusieurs années, justifiant cela, notamment :
- par son appartenance au Front national en Moselle, dans les années 1980[17] ;
- par sa participation à la fête des 80 ans du négationniste Robert Faurisson, donnée au théâtre de la Main d'Or de Dieudonné[18],[19] ;
- par sa présence au procès de ces deux derniers, le 22 septembre 2009, devant la 17e chambre du Tribunal correctionnel de Paris.

Le 6 août 2010, il lance avec Jean Bricmont une pétition contre la loi Gayssot, à laquelle il joint comme revendication la libération du négationniste Vincent Reynouard. Paul-Éric Blanrue déclare à ce sujet : « Je ne suis pas “reynouardien” mais j'étais scandalisé qu'un type aille en taule pour ses idées. » Le 5 septembre 2010, l'intellectuel américain Noam Chomsky apporte un soutien de principe à sa pétition. Paul-Éric Blanrue est également partisan de l'abrogation de toutes les lois limitant la liberté d'expression en France, comme l'indique sa signature de la pétition lancée par le site Enquête & Débat.
Début 2011, il signe une pétition de Jean Robin en faveur de la liberté d'expression totale et l'abrogation de la loi Gayssot. En mars 2011, il déclare à un média algérien qu’il s’est converti à l’islam en décembre 2009. Au même moment, il dénonce les propos du pape Benoît XVI selon lesquels les Juifs ne sont pas responsables de la mort du Christ : d'après Meïr Waintrater, il « exhibe en réponse des textes sortis des fonds de tiroir de la propagande antijuive, censés prouver que les Juifs sont bien un peuple déicide. »

Il réalise un entretien filmé avec Robert Faurisson qui est diffusé sur le web le 28 septembre 2011 et dont la promotion est faite sur le site de Dieudonné. Cette vidéo suscite un article de décryptage publié par L'Histoire en avril 2012, « Les mensonges de Robert Faurisson », par l'historienne du négationisme Valérie Igounet : 

« Robert Faurisson répond aux questions de Paul-Éric Blanrue, fait ouvertement référence à l'ouvrage de Primo Levi Si c'est un homme. L'intention première du réalisateur est bien de provoquer. Le choix du sujet le confirme. Ce documentaire est tout à la gloire de Robert Faurisson. L'auteur de cette entreprise, Paul-Éric Blanrue, répond à une de ses obsessions : la défense du négationniste français. »

Toujours en 2012, Valérie Igounet déclare : « Ça fait longtemps que Paul-Éric Blanrue est proche de Robert Faurisson. Tout le monde le sait, il ne s’en est jamais caché. » Blanrue explique que ses apparitions publiques aux côtés de Robert Faurisson sont justifiées par une étude préparatoire à l'écriture d'un livre sur ce dernier, dont il annonce la sortie pour 2011.
Valérie Igounet ajoute que « Paul-Éric Blanrue est proche de l'extrême droite […]. Bien qu'il ne contredise pas cet engagement politique, [il] préfère mettre en valeur un autre engagement. » D'après L'Humanité, Paul-Éric Blanrue est « connu pour ses opinions royalistes ». Paul-Éric Blanrue affirme avoir été édité par la « maison communiste belge EPO » et être soutenu par le « journaliste communiste Michel Collon ». Michel Collon l'interviewe dans son livre Israël, parlons-en. Par ailleurs, il reçoit le soutien de l'universitaire belge Jean Bricmont,.

Dominique Albertini et David Doucet qualifient Paul-Éric Blanrue d'« écrivain négationniste » et Valérie Igounet affirme : 

« En France, l'homme est en train de prendre progressivement les traits d'un négationniste convaincu, d'un idéologue de la nouvelle vague. On le voit, de plus en plus, en compagnie de Robert Faurisson. On le dit d'ailleurs très proche du négationnisme. Il ne dément pas. »

En novembre 2013, la diffusion de son livre Le Monde contre soi : anthologie des propos contre les Juifs, le judaïsme et le sionisme par les éditions d'Alain Soral est interdite en France aux motifs « d'injure envers un groupe de personnes à raison de leur appartenance à une religion déterminée », de « négation de crime contre l'humanité » et de « provocation à la haine raciale »,. Le 2 décembre 2014, le livre est de nouveau autorisé, le tribunal de grande instance de Bobigny jugeant que, sur le fond, la LICRA devait être déboutée sur le fondement de l’article 10 de la Convention européenne des droits de l’homme, qui protège la liberté d’expression. Il est remis en vente sur le site des éditions Kontre Kulture le 17 février 2015. Cette réédition ne comporte plus la préface écrite pour les éditions Blanche par Yann Moix,, une préface jugée par La Règle du jeu comme étant « un vibrant plaidoyer contre l’antisémitisme » et qui, selon The Times of Israel, « appelle à lutter contre. »
Pour l'historien et politologue Stéphane François, Paul-Éric Blanrue est, avec Alain Soral, une figure du « nouvel anti-maçonnisme » qui « [intègre] au vieil anti-judéo-maçonnisme d’avant-guerre des considérations antisionistes qui se nourrissent d’un anti-maçonnisme musulman », mais qui « se nourrit encore des textes “classiques” parus au début du XXe siècle. »

## Publications
- Lumières sur le comte de Chambord : le témoignage inédit du P. Bole, confesseur du prince en exil (préf. Hervé Pinoteau), Communication et Tradition, Paris, 247 p., 1995  (ISBN 2-911029-00-3)
- Le « Mystère du Temple » : la vraie mort de Louis XVII, Claire Vigne, coll. « Aux sources de l'Histoire », Paris, 364 p., 1996  (ISBN 2-84193-028-9)
- Édition de Souvenirs de Marie-Thérèse de France, duchesse d'Angoulême : 5 octobre 1789-8 juin 1795, Communication et Tradition, coll. « Archives des Bourbons » no 6, 120 p., Paris, 1997  (ISBN 2-911029-11-9)
- Miracle ou imposture ? : l'histoire interdite du suaire de Turin, coédition EPO (Bruxelles) et Golias (Lyon), 271 p. + 8 p. de planches illustrées, 1999  (ISBN 2-87262-152-0) (EPO) et  (ISBN 2-911453-53-0) (Golias)
- L'Histoire dans tous ses états : idées fausses, erreurs et mensonges d'Abraham à Kennedy, Book-e-book.com, coll. « Zététique », Valbonne, 274 p., 2003  (ISBN 2-915312-03-6)
- Les Dessous du surnaturel : dix ans d'enquêtes zététiques, Book-e-book.com, coll. « Zététique », Valbonne, 171 p., 2004  (ISBN 2-915312-04-4)
- Le Secret du Suaire : autopsie d'une escroquerie, Pygmalion, Paris, 235 p. + 4 p. de planches illustrées, 2006  (ISBN 978-2-7564-0063-1)
- Les Malveillantes : enquête sur le cas Jonathan Littell, Scali, Paris, 2006, 124 p.  (ISBN 978-2-35012-105-5)
- Le Monde contre soi : anthologie des propos contre les Juifs, le judaïsme et le sionisme (préf. Yann Moix), Blanche, Paris, 318 p., 2007  (ISBN 978-2-7556-0156-5)
- Sarkozy, Israël et les juifs, Oser dire (Marco Pietteur), Embourg, 207 p., 2009  (ISBN 2-919937-12-X)
- Jean-Marie, Marine et les juifs, Oser dire (Marco Pietteur), Embourg, 191 p., 2014  (ISBN 2-919937-15-4)
- Le Livre noir des manipulations historiques, Fiat lux, 2017  (ISBN 979-1-0911-5718-6)
- Nietzsche et Venise - Guide initiatique, Fiat Lux, 2017[41]
- Sécession : l'art de désobéir, éditions Fiat Lux, octobre 2018, 296 p.  (ISBN 979-10-91157-25-4)

### En collaboration
- Avec Minko Balkanski, Sofia-Paris, un aller simple (av.-propos Julu Jelev, préf. Dimitri Panitza), Scali, Paris, 223 p., 2007,  (ISBN 978-2-35012-121-5)
- Avec Chris Laffaille, 
  - Diana : l'enquête jamais publiée, Scali, Paris, 274 p., 2007  (ISBN 978-2-35012-163-5)
  - Aux portes de l'enfer : l'inavouable vérité sur le juge Borrel, Scali, Paris, 334 p., 2008  (ISBN 978-2-35012-203-8)
  - Carla et Nicolas : chronique d'une liaison dangereuse, Scali, Paris, 155 p., 2008,  (ISBN 978-2-35012-234-2)
  - Le Joueur : Jérôme Kerviel, seul contre tous, Scali, Paris, 150 p., 2008,  (ISBN 978-2-35012-247-2)

## Vidéos
- Un homme : Robert Faurisson répond aux questions de Paul-Éric Blanrue, 1 h 30 min, diffusé sur internet le 28 septembre 2011 La Licra porte plainte devant la 17e chambre du tribunal de grande instance de Paris contre Paul-Éric Blanrue, Robert Faurisson et Marc George pour la diffusion de ce film. La procédure est annulée en première instance, le 15 septembre 2015 ; le parquet ayant fait appel, la Cour confirme, le 19 mai 2016, le jugement annulant citations et poursuites[42].
L'historienne Valérie Igounet écrit à ce propos : « Paul-Éric Blanrue s'impose également comme l'héritier idéologique du négationniste et vient de réaliser ce film à sa gloire, Un homme, mis en ligne fin septembre 2011 et traduit rapidement dans plusieurs langues. Cette sorte de documentaire hagiographique d'une heure et demie — qui devait être projeté à Téhéran — occulte bien des informations pouvant nuire à l'image imposée de Robert Faurisson dans ce film, celle d'"un homme à la fois simple et héroïque, qui parle de ses découvertes sans haine ni violence, avec sérénité et humour, en n'insultant personne"[43] » ; « ce documentaire est tout à la gloire de Robert Faurisson. L'auteur de cette entreprise, Paul-Éric Blanrue, répond à une de ses obsessions : la défense du négationniste français […] n'espérez pas trouver ici des éclairages sur la manière dont on devient Faurisson. Rien sur ses premières provocations […] Rien sur les propos antisémites[44]. »
- Avec Julien Teil, Rwanda, 20 ans après : l'histoire truquée Documentaire qui reprend les thèses de Pierre Péan et diffusé en primeur sur de nombreux sites web alternatifs[45].
- Avec Julien Teil, La France maçonnique, Apocalypse France, 2015